# Morten Bjerre
Morten Bjerre (Copenhague, 22 de mayo de 1972) fue un jugador de balonmano danés que jugó de lateral derecho. Fue un componente de la Selección de balonmano de Dinamarca.
Con la selección logró la medalla de bronce en el Campeonato Europeo de Balonmano Masculino de 2004.

## Palmarés

### Kiel
- Bundesliga (1): 2002
- Copa EHF (1): 2002

### Viborg
- Liga danesa de balonmano (4): 2006, 2008, 2009, 2010
- Copa de Dinamarca de balonmano (5): 2007, 2008, 2009, 2010, 2011

## Clubes
- Ajax København ( -1996)
- SG VfL/BHW Hameln (1996-1997)
- SG Flensburg-Handewitt (1997-2000)
- THW Kiel (2000-2003)
- HSV Hamburg (2003-2004)
- Viborg HK (2004-2011)